# Selenocosmia tahanensis
Selenocosmia tahanensis é uma espécie de aranha pertencente à família Theraphosidae (tarântulas).